# 川口敦子
川口 敦子（かわぐち あつこ、1933年9月17日 - ）は、日本の女優。本名、横森 敦子。
新潟県長岡市出身。青山学院女子短期大学卒業。劇団俳優座所属。
身長164cm、体重48kg、おとめ座。夫は俳優の横森久。

## 来歴
1954年、青学短大卒業後に俳優座養成所に入団。養成所時代『町人貴族』で初舞台。
俳優座養成所に6期生として入所する。同期には近藤洋介、宮部昭夫、大山のぶ代、阿部百合子、阿部六郎、佐伯赫哉、山本清がいた。1957年に劇団俳優座に入団後は、『ハムレット』、『小市民』、『幽霊はここにいる』などの舞台に出演。
映画では、『からみ合い』（1962年）、『悪党』（1965年）、『竹山ひとり旅』（1977年）などに出演。
テレビドラマでは、NHK『おはなはん』（1966年）や『安ベエの海』（1969年）などに出演。『安ベエの海』当時の紹介記事では「古風な顔立ちのせいか、実年齢より年上の役が多い」と述べている。
1986年には紀伊國屋演劇賞を受賞した。

## 出演

### 演劇
- ハムレット
- 神の汚れた手
- メアリー・スチュアート
- マンザナ、わが町
- わが町
- カラマーゾフの兄弟
- 国境のある家
- リビエールの夏の祭り
- きょうの雨あしたの風
- この子たちの夏
- 黄金色の夕暮
- 三屋清左衛門残日録 - 夕映えの人
- 樫の木坂四姉妹

### 映画
- からみ合い（1962年、松竹） - 神尾真弓
- 殺人鬼の誘惑（1963年、東映） - 谷京子
- 甘い汗（1964年、東宝）
- 悪党（1965年、東宝）
- 大菩薩峠（1966年、東宝） - お絹
- 喜劇 仰げば尊し（1966年、東宝） - 黒川頼子
- 殺人狂時代（1967年、東宝） - 小松弓江
- かげろう（1969年、松竹） - マリ
- 影の車（1970年、松竹）
- 出所祝い（1971年、東宝） - 加代
- 忍ぶ糸（1973年、東宝） - 咲枝
- わが青春のとき（1975年、大映映画） - 寺崎夫人
- 竹山ひとり旅（1977年、独立映画） - お時
- 多羅尾伴内（1978年、東映） - 木俣ちか子
- 土佐の一本釣り（1982年、松竹） - 多江
- 遠野物語（1982年、日本ヘラルド映画） - 静
- 愛情物語（1984年、東映） - 花屋の女主人
- 玄海つれづれ節（1986年、東映） - 山岡依子
- 上方苦界草紙（1991年、松竹）
- KOYA澄賢房覚え書（1993年、ヒーロー）
- アカシアの町（2000年、俳優座） - 園部千代子

### テレビドラマ
- 赤穂浪士（1959年、NET）
- 美徳のよろめき（1961年、CX） - 倉越節子
- 松本清張シリーズ・黒の組曲 / 黒い樹海（1962年、NHK） - 笠原信子
- ポーラ名作劇場 / いのちある日を（1965年、NET）
- 東京警備指令 ザ・ガードマン（TBS）
  - 第11話「現金輸送車襲撃」（1965年）
  - 第38話「七年目のサンタクロース」（1965年）
  - 第197話「集団誘拐」（1969年）
- 連続テレビ小説（NHK）
  - おはなはん（1966年）
  - はね駒（1986年） - 浜田のぶ
- ナショナルゴールデン劇場（NET）
  - 逃亡（1966年）
  - 葦の浮舟（1971年）
- 渥美清の泣いてたまるか 第38話「あゝ純情くん」（1967年、TBS）
- 大河ドラマ（NHK）
  - 竜馬がゆく（1968年） - 西郷いと
  - 天と地と（1969年） - 北の方
- 三匹の侍（CX）
  - 第5シリーズ 第22話「燃える」（1968年） - 横井さき
  - 第6シリーズ 第25話「夜明け」（1969年） - お千の方
- 銭形平次 第118話「二度死んだ男」（1968年、CX） - お美根
- 用心棒シリーズ 俺は用心棒 第21話「決起の時九人」（1969年、NET）
- ポーラテレビ小説 / 安ベエの海（1969年、TBS） - 岩田牧子
- 水戸黄門（TBS / C.A.L）
  - 第2部 第9話「流血の谷 -弘前-」、第10話「対決 -弘前-」（1970年） - おまき
  - 第4部（1973年）
    - 第5話「黒いひげの黄門さま -長岡-」 - 笹屋女将
    - 第27話「士魂 -福島-」 - りつ

  - 第5部 第15話「黄門さまの鬼退治 -岡山-」（1974年7月8日） - もも
  - 第7部 第21話「江戸から来た密使 -新発田-」（1976年10月11日） - お菊
  - 第19部 第7話「人買い光右衛門 -尾花沢-」（1989年11月6日） - お信
  - 第20部 第24話「嫁の真心豊後竹人形 -別府-」（1991年4月22日） - お常
  - 第21部 第32話「世直し旅よ永遠に -江戸-」（1992年11月9日） - 桐島
- だいこんの花（1970年、NET）
- 火曜日の女シリーズ / 人喰い（1970年、NTV）- 本多優子
- 二人の世界（1970年 - 1971年、TBS）
- 大岡越前 (TBS / C.A.L)
  - 第2部 第9話「消えた越前」（1971年7月12日） - お道の方
  - 第5部 第9話 「大奥の陰謀」（1978年4月3日） - 岩瀬
- 太陽にほえろ!（NTV）
  - 第68話「一万人の容疑者」（1973年） - 辻本悠子
  - 第441話「カーテン」（1981年） - 堤夫人
  - 第506話「消えたロッキー」（1982年） - 木村里枝
  - 第628話「ヒーローになれなかった刑事」（1984年） - 折原綾子
  - 第652話「相続ゲーム」（1985年） - 山岸恵子
- 科学捜査官 第23話「残酷な三月の朝に」（1974年、KTV / 松竹） - 中川教授夫人
- 必殺シリーズ（ABC / 松竹）
  - 暗闇仕留人 第15話「過去ありて候」（1974年） - お浜
  - 新・必殺仕事人 第33話 「主水粗食に我慢する」（1982年） - お浪
- 誰のために愛するか（1974年、NET）
- プレイガールQ  第28話「仁義なき抗争」(1975年、12ch / 東映)　- 小西和代
- 非情のライセンス 第2シリーズ 第42話「兇悪の時効」（1975年、NET） - 柳下宏子
- はぐれ刑事 第1話「銃弾」（1975年、NTV）
- 江戸の旋風 第33話「刺青の謎」（1975年、CX）
- 夫婦旅日記 さらば浪人 第21話「われこそは花嫁の父」（1976年、CX）
- 新・座頭市 第1シリーズ 第10話「娘が泣く木枯し街道」（1976年、CX） - おしず
- いろはの"い" 第17話「十五才の誘拐」（1976年、NTV） - 古谷夫人
- 男たちの旅路 第2部 第2話「冬の樹」（1977年、NHK）
- 横溝正史シリーズ / 悪魔の手毬唄 （1977年、MBS） - 別所春江
- おせん（1977年、TBS）
- 砂の器（1977年、CX） - クラブのママ
- 人間の証明（1978年、MBS）
- Gメン'75（TBS）
  - 第143話「午前2時に拾った女」（1978年） - 富岡ミエ子
  - 第184話「警官嫌い」（1978年） - 津田夫人
  - 第210話「出刃包丁を持った男」（1979年） - 片岡久雄の母
  - 第284話「金髪女性バスルーム殺人事件」（1980年） - 古市ミツ
- 大捜査線 第27話「我が子よ」（1980年、CX）
- 吉宗評判記 暴れん坊将軍 第125話「男の門出の燈篭流し」（1980年、ANB / 東映） - 篠
- ライオン奥様劇場 / 愉快なおばあちゃん（1982年、CX）
- 時代劇スペシャル（1983年、CX）
  - 仕掛人・藤枝梅安 第5作「梅安針供養」 - 池田増子
  - 怪談・妖蝶の棲む館
- 御宿かわせみ 第2シリーズ「吉野の女」（1983年、NHK）
- 月曜ワイド劇場 / 女の哀しみの声が聞こえる （1983年、ANB）
- 土曜ワイド劇場（ANB）
  - 松本清張の寒流（1983年） - 沖野淳子
  - 豪華ヨット 初恋ツアー殺人事件（1990年） - 桜井貴子
  - 完全犯罪の女 第1作「2000年の完全犯罪に挑む二人の女」（2000年） - 松田千鶴
- 花王 愛の劇場 / 松本清張の黒革の手帖（1984年、TBS） - 楢林の妻
- 大奥 第48話「悲恋の皇女和宮」・第49話「江戸城のおさな妻」（1984年、KTV） - 庭田嗣子
- 金曜ファミリーワイド / 松本清張の地の骨（1984年、CX）
- 事件記者チャボ! 第23話「チャボの長～い長～い一日!」（1984年、NTV） - 忍
- 輝きたいの（1984年、TBS）
- 金曜女のドラマスペシャル（CX）
  - 不信のとき（1984年）
  - 妻に何が起こったか（1985年）
  - 完全犯罪の女（1986年）
- 特捜最前線 第442話「女子中学生殺人事件! 冬のコオロギのSOS!」（1985年、ANB）
- 花の生涯 井伊大老と桜田門（1988年、TX） - 滝山
- ドラマ23 / 愛と復讐の海（1988年、TBS）
- 直木賞作家サスペンス / ブルースはお好き（1989年、KTV）
- 乾いて候（1993年、CX）
- 月曜ドラマスペシャル / 白愁のとき（1996年、TBS）
- 火曜サスペンス劇場 / 死刑囚の妹（2000年、NTV）
- おばあさんの反乱（2005年、EX） - 園井百合子

### その他
- 一枚の写真（CX）
- 日本一!! 長岡花火（1974年、BSN特別番組） - コメンテーター